# أسبوعي مع مارلين
اسبوعي مع مارلين (بالإنجليزية: My Week with Marilyn) هو فيلم كوميدي تم إنتاجه في المملكة المتحدة وصدر في سنة 2011.

## بطولة
- ميشيل ويليامز
- كينيث براناه
- ايدي ريدماين
- إيما واتسون
- جودي دينش

## الميزانية والإيرادات
بلغت تكلفة إنتاج الفيلم حوالي Pound sterling6.4 مليون دولار (10 million) بينما حقق أرباحا تقدر بـ 34,556,085 دولار.

## وصلات خارجية
- أسبوعي مع مارلين على موقع IMDb (الإنجليزية)
- أسبوعي مع مارلين على موقع ميتاكريتيك (الإنجليزية)
- أسبوعي مع مارلين على موقع الموسوعة البريطانية (الإنجليزية)
- أسبوعي مع مارلين على موقع روتن توميتوز (الإنجليزية)
- أسبوعي مع مارلين على موقع نتفليكس (الإنجليزية)
- أسبوعي مع مارلين على موقع قاعدة بيانات الأفلام العربية
- أسبوعي مع مارلين على موقع ألو سيني (الفرنسية)
- أسبوعي مع مارلين على موقع أول موفي (الإنجليزية)
- أسبوعي مع مارلين على موقع بوكس أوفيس موجو (الإنجليزية)
- أسبوعي مع مارلين على موقع فيلمافينيتي (الإسبانية)

1. ↑  وصلة مرجع: http://www.imdb.com/title/tt1655420/. الوصول: 9 مايو 2016.
2. ↑  وصلة مرجع: http://www.allocine.fr/film/fichefilm_gen_cfilm=176326.html. الوصول: 9 مايو 2016.
3. ↑  وصلة مرجع: http://www.filmaffinity.com/en/film629784.html. الوصول: 9 مايو 2016.
4. ↑  وصلة مرجع: https://www.siamzone.com/movie/m/6258. الوصول: 9 مايو 2016.
5. ↑  Abrams، Rachel (20 يونيو 2011). "Seven up for release via TWC". فارايتي (مجلة). ريلكس. مؤرشف من الأصل في 2012-11-08. اطلع عليه بتاريخ 2011-06-26.
6. ↑  Papamichael، Stella (22 نوفمبر 2011). "'My Week with Marilyn' review". ديجيتال سباي. شركة هيرست. مؤرشف من الأصل في 2015-03-11. اطلع عليه بتاريخ 2011-11-23.
7. ↑  Weinreich، Regina (10 أكتوبر 2011). "Following Monroe: My Week With Marilyn". هافينغتون بوست. مؤرشف من الأصل في 2016-03-03. اطلع عليه بتاريخ 2011-10-14.